# قصة ممنوعة (فلم)
قصة ممنوعة فيلم مصري أنتج في 13 مارس 1963.

## طاقم العمل
- محمود المليجي قام بدور   (جلال - قاسم بية)
- ماجدة قامت بدور هناء
- شكري سرحان قام بدور احمد شاكر
- وداد حمدي قامت بدور بهيه
- ميمي جمال قامت بدور ميرفت
- كامل أنور قام بدور المأذون
- ماري عز الدين
- عزيزة حلمي قامت بدور (أم أحمد)
- عدلي كاسب قان بدور   (مجاهد جنيانى الفيلا)
- سعيد خليل قام بدور  (حمدى /ژوج مرفت)
- كمال الزيني
- عبد الحميد بدوي
- أحمد شوقي
- عبد المنعم إسماعيل
- إسكندر منسي قام بدور {بواب الفيلا التي امام فيلا جلال}

### الصوت
- نيفواورفانيللى مهندس الصوت
- عبد الشافي محمد مسجل الحوار
- حسن الشاعر مساعد الصوت
- إبراهيم طلال مساعد الصوت
- مصطفى العشري مساعد الصوت

### الإخراج
- طلبه رضوان المخرج
- سيمون صالح مخرج مساعد
- جمال عمار مساعد مخرج ثان
- سمير حكيم كلاكيت

### الإنتاج
- ستار فيلم (توفيق الصباحى) منتج
- توفيق الصباحي إنتاج
- محسن فرجاني مدير الإنتاج
- كمال حنفي مساعد إنتاج

### مونتاج
- حسين أحمد مونتير
- عاطف صبري مركب الفيلم
- مارسيل صالح نيجاتيف

### المعمل
- معمل افلام القاهرة ( الطبع والتحميض)
- محمد السيسي إدارة المعمل
- مختار السيد[ إدارة المعمل

### التأليف
- علي الزرقاني سيناريو وحوار
- طلبة رضوان سيناريو وحوار
- أبو السعود الابياري. قصة وسيناريو وحوار

### تصوير
- ضياء الدين المهدي مدير التصوير
- فوزي إبراهيم مساعد المصور

### ماكياج
- أحمد حجازي مساعد ماكياج
- ميتشو ماكيير

### ديكور
- جمال مرسي منفذ المناظر
- عبدالمنعم علي منفذ المناظر

### توزيع
- أفلام صوت الفن ( محمد عبدالوهاب - عبدالحليم حافظ - وحيد فريد) موزع
- ستار فيلم (توفيق الصباحى) موزع

### فوتوغرافيا
- شركة مسر الفوتغرافية

### موسيقى
- فواد الظاهري (لموسيقى التصويرية)